# 刘宗向
刘宗向（1879年—1951年），字寅先，号盅园，晚年又称补过生，湖南人，中国近代教育家。

## 生平
1879年，刘宗向出生在湖南省宁乡县狮子桥乡。1904年，刘宗向在长沙明德学堂读书，毕业后进入京师大学堂（今北京大学）。大学毕业之后，刘宗向任职内阁中书，之后调到学部，担任山西大学教授。1911年，刘宗向回到湖南省，在湖南高等学堂、中路师范学堂当一名教师，同时担任《湖南教育》编辑。刘宗向建立了宏文书社，中晚年，刘宗向担任湖南高等师范校长（后并入湖南大学）、湖南大学教授，湖南文献文员会委员。1921年，刘宗向建立私立含光女子中学（今长沙财经学校）并且任校长。1950年，刘宗向担任湖南文史馆馆员。1951年，刘宗向在湖南省长沙市去世。